# Urbo kalnas
Urbo kalnas, nazývaný také Urbas, je písečná duna a zalesněný kopec (51 m n. m.) v Nidě v Nerinze v Národním parku Kuršská kosa v Litvě. Geograficky se nachází na Kuršské kose v Klaipėdském kraji.

## Další informace
Na kopci stojí maják Nida z roku 1874, který byl nacisty zbořen a později znovu postaven. Ve svazích kopce se nachází také rozhledna Nida „Highlight“. Urbo kalnas je první duna na Kuršské kose na které Georgas Dovydas Kuvertas (George David Kuwert) zahájil zalesňování písečných dun v 19. století.

## Galerie

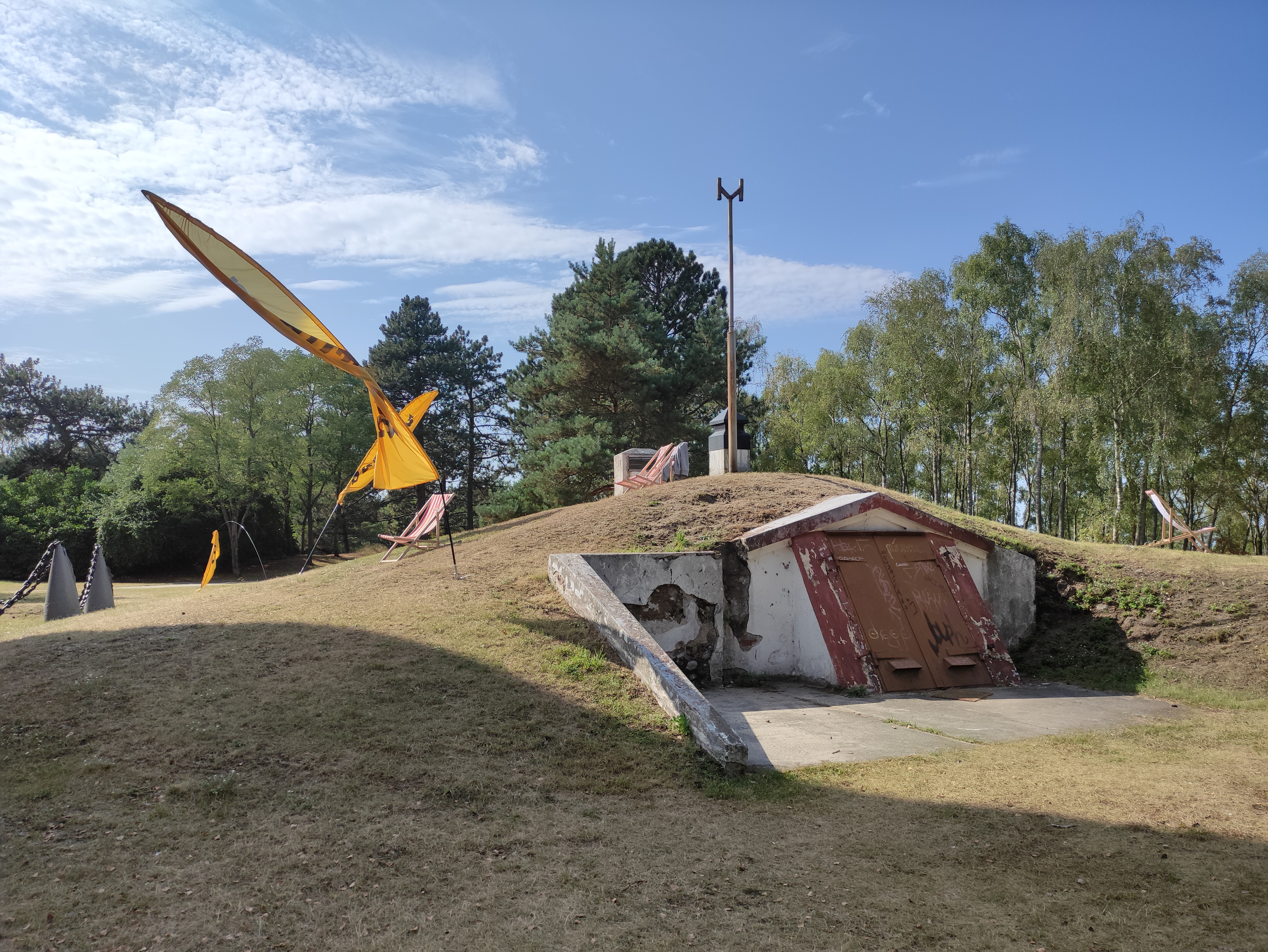
Vrchol kopce
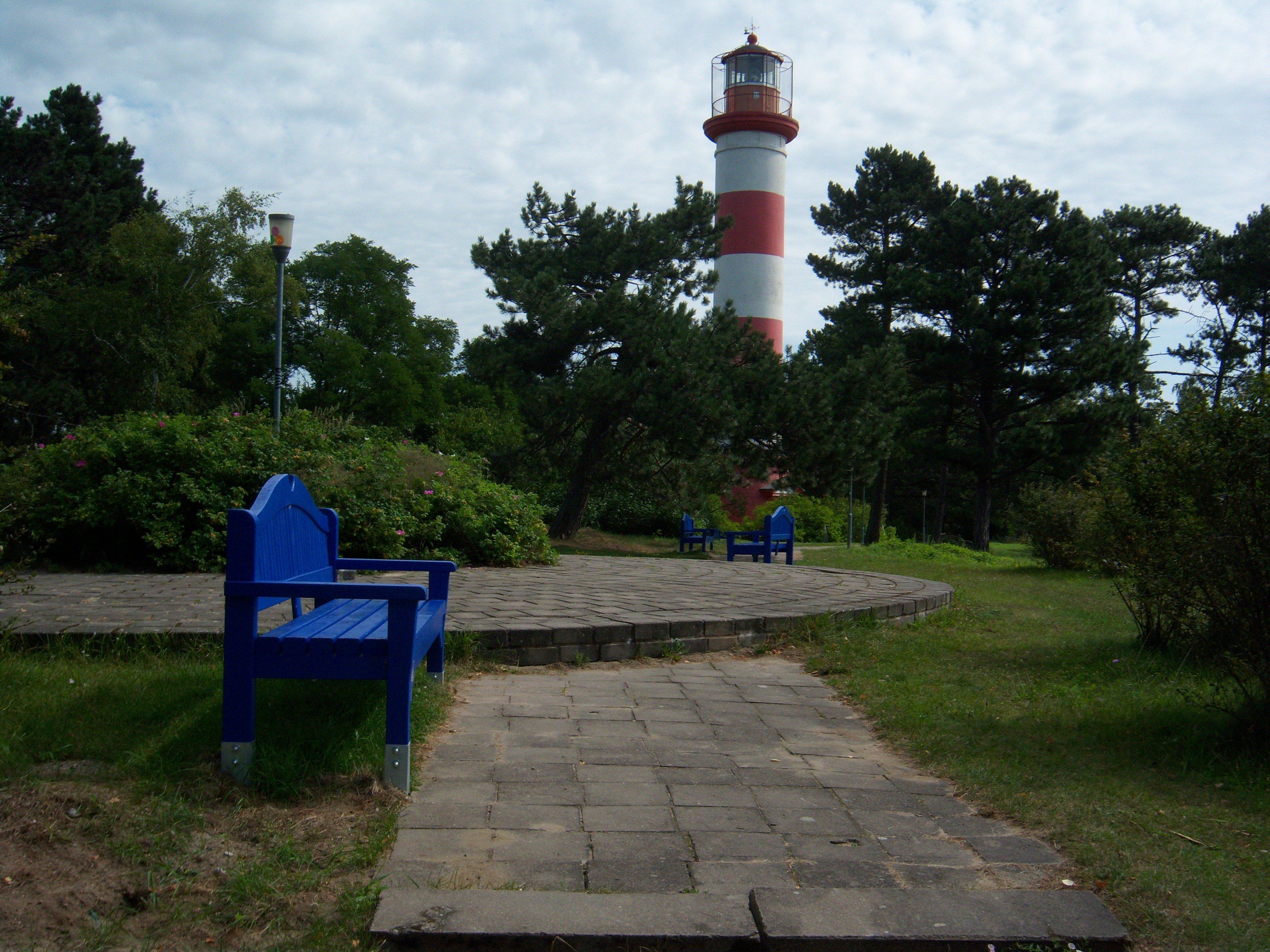
Maják u vrcholu kopce